# ХКК Чапљина Ласта
ХКК Чапљина Ласта је кошаркашки клуб из Чапљине.

## Историја
Клуб је основан 1973. године под именом КК Борац. Прве су сусрете играли на терену поред школе. Године 1974. укључују се у такмичење у Херцеговачкој зони.
Кроз своје постојање клуб се такмичио у више рангова. Највећи је домет у бившој Југославији био играње Б лиге у Југославији.
Након ратних догађања клуб се поновно активира под називом ХКК Чапљина и игра у Кошаркашкој лиги Херцег-Босне. У сезони 1993/94. постао је први првак Херцег-Босне. Јуниори су били још успешнији од сениора. Били су више пута прваци Херцег-Босне.
У сезони 2006/07. улазе у Прву лигу БиХ као прваци Херцег-Босне, али већ идуће сезоне испадају у лигу Херцег-Босне.

## Познати играчи
- Јасмин Репеша
- Зоран Савић
- Марко Јагодић-Куриџа